# Papafjörður
Papafjörður (in lingua islandese: Fiordo di Papós) è una laguna situata nel settore orientale dell'Islanda. 

## Descrizione
Nonostante il nome, Papafjörður è una laguna situata nella regione dell'Austurland, nei fiordi orientali. È posizionata sulla costa meridionale.
La baia è situata nella parte sud-occidentale della baia di Lónsvík, ad est del monte Vestrahorn. Penetra per circa 3 km nell'entroterra ed ha una larghezza che arriva a 10 km nella parte meridionale, ma che si restringe fino a poco più di 200 metri verso nord. È separata dal mare da un lungo cordone litorale che presenta un'apertura verso l'oceano solo vicino a Papós, in corrispondenza del promontorio di Kráka. 

## Vie di comunicazione
La Hringvegur, la grande strada statale ad anello che contorna l'intera Islanda, passa nell'entroterra superando con un ponte il fiume Endalausadalsá poco dopo che ha ricevuto le acque del suo affluente Slufrudalsá. La strada collega il Papafjörður con lo Skarðsfjörður passando attraverso la galleria Almannaskarðsgöng.